# زویا ۱۷۹۳
سیارک ۱۷۹۳ (به انگلیسی: 1793 Zoya، نامگذاری:1968DW) هزار و هفتصد و نود و سومین سیارک کشف شده‌است که در ۲۸ فوریه ۱۹۶۸ کشف شد. این سیارک به افتخار زویا کوسمودمیانسکایا به نام زویا نامیده شده است.
قدر مطلق سیارک برابر ۱۲٫۶۰ است.